# Elvis Presley
Elvis Aaron Presley (8. ledna 1935 Tupelo, Mississippi – 16. srpna 1977 Memphis, Tennessee), známý také jako „Král Rock 'n' Rollu“ nebo zkráceně jako „Král“ (The King), byl americký zpěvák a herec. Dokázal skloubit inspiraci z černošského spirituálu, blues a country a stal se nejvýznamnější postavou amerického rock and rollu. Během své více než dvacet let trvající kariéry překonal mnoho rekordů prodeje desek a návštěvnosti koncertů. Víc než 100 jeho singlů se dostalo do TOP 30 ve Spojených státech a 17 se dostalo na 1. místo. Prodalo se přes jednu miliardu jeho nahrávek.

## Biografie

### Dětství
Presley se narodil v Tupelu 8. ledna 1935 v 3.30 jako dvojče o půl hodiny dříve narozeného Jesse Garona, který se ovšem narodil již mrtvý. Rodiče Gladys Presleyová, rozená Smithová, a Vernon Presley pocházeli z velmi chudých poměrů, tzv. white trash, což je americké označení pro chudinu bílé pleti. Ačkoliv Elvis dětskou chudobu později popíral („Vždy u nás bylo jídlo, vždy jsem měl v čem chodit“) ve skutečnosti byla situace Presleyových velmi špatná, obzvláště když Vernon byl v květnu 1938 odsouzen k dvouletému žaláři za padělání směnky a rodina se musela vystěhovat z bytu pořízeného na hypotéku. V této kritické době, kdy Gladys s malým Elvisem putovala po celé zemi, zřejmě vznikla nepřirozená Elvisova fixace na svou matku.
V roce 1945 se Elvis zúčastnil pěvecké soutěže s písní Old Shep (skončil pátý a vyhrál celodenní vstupenku na kolotoče). Rok na to dostal ke svým 11. narozeninám první kytaru. Základní akordy Elvise naučil strýc Vester, hlavním zdrojem výuky se však pro budoucího krále rock and rollu stal pravidelný poslech bluesových a country nahrávek, díky kterým si Elvis vypiloval hudební sluch. V roce 1948 se pak rodina přestěhovala do Memphisu s vyhlídkou na lepší budoucnost. Elvis zde neměl mnoho přátel, ale hudba ho očarovala natolik, že mu plně vynahradila absenci běžných klukovských zážitků. V červnu 1953 Presley ukončil střední školu a druhý den nastoupil jako šofér do firmy Electric Co.

### Začátek kariéry
V srpnu 1953 ve studiu Sun Records, vlastněném Samem Philipsem, nahrál Presley tehdy populární balady My Happiness a That's When Your Heartaches Begin. Philipsova sekretářka si všimla jeho talentu; Phillips tou dobou hledal „bělocha s černošským hlasem“ a také rozpoznal Elvisův potenciál. V červnu 1954 nahráli bluesovou píseň That's All Right (Mama) (vysílanou poprvé memphiským rozhlasem 7. 7. 1954) a na druhé straně gramodesky původně bluegrassovou píseň Blue Moon of Kentucky. V tehdejší době bylo nesnadné uspět s černošskou hudbou, ale Presleymu se to podařilo. Druhým jeho singlem bylo Good Rockin' Tonight společně s I Don't Care if the Sun Don't Shine.
V únoru 1955 se Presleyho kariéry ujal jako poradce Tom Parker a události nabraly rychlý spád. Presley přešel k velké nahrávací společnosti RCA Records, roku 1956 pro ni nazpíval první singl Heartbreak Hotel, a této nahrávky se rychle prodalo přes milion kopií. Od ledna 1956 se také začal objevovat v televizi, velmi známé je jeho vystoupení před kamerou 6. června 1956 s písní Hound Dog, při které nedokázal pořádně „stát na značce“ a poněkud improvizoval. V říjnu téhož roku vystoupil ve slavném pořadu Ed Sullivan Show. Jeho prvním filmem byl Love Me Tender (1956), mezi jeho další filmy patří Jailhouse Rock (1957) a King Creole (1958).

### Vrchol kariéry
V prosinci roku 1957 Presley obdržel povolávací rozkaz. Díky odkladu nástupu do března 1958 se mu podařilo dokončit film King Creole a 24. března 1958 narukoval a byl umístěn do Friedbergu v Západním Německu. Během služby v Německu poznal svoji budoucí manželku, tehdy čtrnáctiletou Priscillu Beaulieuovou. 5. března 1960 se vrátil do USA. Ještě v témž roce natočil dva celovečerní filmy G. I. Blues a Flaming Star se stejnojmennou písní (Flaming star, don't shining). Po Elvisově návratu z vojny byl rock and roll na ústupu a Presley se věnoval pomalým baladám (It's Now or Never – píseň na motivy známé italské O sole mio). Také vystoupil v pořadu NBC nazvaném Welcome Home Elvis společně s Frankem Sinatrou a zpívali mix písní Witchcraft/Love Me Tender.
V šedesátých letech Presley pokračoval v natáčení filmů, které ale nesplňovaly jeho očekávaní a staly se z nich spíše „lacinější“ muzikály. Celkem natočil ještě dalších 24 celovečerních filmů. Také točil soundtracky, přičemž šlo spíše o kvantitu než o kvalitu.

### Comeback
Zatímco popularita Beatles a jiných stoupala, Presley popularitu ztrácel. Roku 1968 po osmileté odmlce však opět sólově vystoupil v televizi. Šlo o pořad 68 Comeback Special vysílaný NBC, možná Presleyho nejzdařilejší vystoupení před televizními kamerami. Úspěšný byl jak soundtrack z tohoto pořadu, tak singl If I Can Dream; Presley začal opět vystupovat na živo a po sedmi letech mimo žebříčky popularity se roku 1969 dostal na první místo s písní Suspicious Minds, v Západním Německu se dostal na první místo s písní In the Ghetto a ve Velké Británii v roce 1970 s The Wonder of You. Roku 1972 nahrál populární píseň Burning Love, která se umístila na 2. místě hitparády.

### Závěr života
9. října 1973 se Elvis Presley rozvedl s Priscillou, s níž odešla i jejich dcera Lisa Marie. Presley přibral na váze, přeháněl to s léky, nicméně stále vystupoval na koncertech a nahrával písně. Mezi lety 1969 a 1977 absolvoval 1994 zcela vyprodaných vystoupení. Byl prvním umělcem, který ve čtyřech vystoupeních za sebou vyprodal Madison Square Garden v New Yorku.
V úterý 16. srpna 1977 byl Presley svou snoubenkou Ginger Aldenovou nalezen mrtev na podlaze záchodu v jeho domě zvaném Graceland v Memphisu. Bylo vysloveno podezření na předávkování drogami, oficiální verze však uvádí, že příčinou smrti byl srdeční infarkt.
Po Presleyho smrti se jeho sídlo Graceland proměnilo v muzeum a stalo se druhým nejnavštěvovanějším domem v USA hned po Bílém domě. Každoročně se sem sjíždějí davy fanoušků, Elvisovi napodobitelé a dvojníci. Jeho písně vycházejí stále znovu a někteří lidé dodnes věří, že nezemřel a jednou se vrátí.

## Filmografie
- 1956 – Love me Tender
- 1957 – Jailhouse Rock
- 1960 – G. I. Blues
- 1960 – Flaming Star
- 1961 – Wild in the Country
- 1961 – Blue Hawaii / ("Elvis Presley: "Modrý Hawaii")
- 1962 – Follow That Dream / ("Jdi za svým snem")
- 1962 – Kid Galahad
- 1962 – Girls! Girls! Girls! / ("Elvis Presley: Girls! Girls! Girls!")
- 1963 – It Happened at the World's Fair / ("Stalo se na světové výstavě")
- 1963 – Fun in Acapulco / ("Elvis Presley: Fun in Acapulco")
- 1964 – Kissin' Cousins
- 1964 – Viva Las Vegas / ("Elvis: Viva Las Vegas")
- 1964 – Roustabout / ("Elvis Presley: Roustabout")
- 1965 – Tickle Me
- 1965 – Girl Happy
- 1965 – Harum Scarum / ("Elvis: Harum Scarum")
- 1965 – Paradise, Hawaiian Style / ("Elvis Presley: Paradise Hawaiian Style")
- 1966 – Frankie a Johnny
- 1966 – Spinout / ("Elvis Presley: Těžké se rozhodnout")
- 1967 – Clambake / ("Mejdan")
- 1967 – Double Trouble / ("Elvis Presley: Pořádný průšvih")
- 1967 – Easy Come, Easy Go
- 1968 – Stay Away, Joe
- 1968 – Live a Little, Love a Little
- 1968 – Speedway / ("Elvis Presley: Okruh")
- 1968 – Elvis / (také známý jako the Elvis Comeback Special, the '68 Comeback Special)
- 1969 – Charro!
- 1969 – The Trouble with Girls / ("Elvis: Trable s děvčaty")
- 1969 – Change of Habit (poslední hraný film)
- 1970 – Elvis: That's the Way It Is (dokument o jeho koncertech v Hotelu International v Las Vegas)
- 1972 – Elvis on Tour (koncertní dokument, spoluvítěz Zlatého Glóbu za nejlepší dokument 1972)
- 1977 – Elvis in Concert (poslední koncertní turné předtím, než Presley zemřel; vysíláno CBS až po jeho smrti)